# گونتر پاولی
گونتر پاولی (متولد ۱۹۵۶ در آنتورپ) یک کارآفرین، اقتصاددان و مؤلّف بلژیکی است. وی به خاطر کار اصلی خود، اقتصاد آبی، شهرت دارد.
پاولی عضو باشگاه رم است و از سال ۲۰۱۷ به مدّت سه سال به عنوان یک عضو منتخب کمیتهٔ اجرایی خدمت کرد.
پاولی به عنوان مشاور دولت‌های اسپانیا، آرژانتین و ایتالیا خدمت کرده‌است.

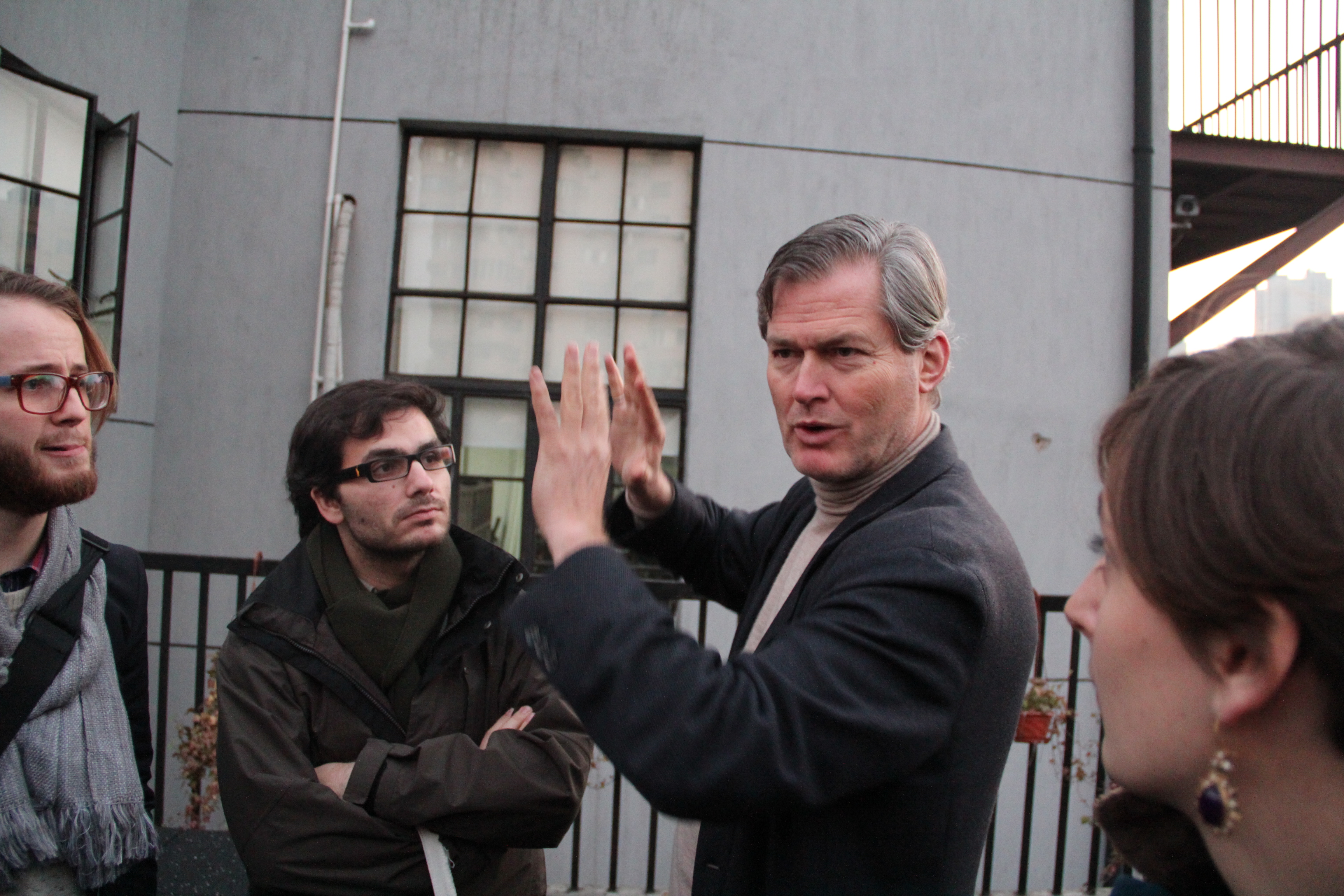
گونتر پاولی در حال بازدید از شانگهای، اقتصاد آبی-۱۰ سال ۱۰۰ ابداع، نوامبر ۲۰۱۲

او همچنین به عنوان مؤلّف، به ویژه روی کتاب «اقتصاد آبی»، کار کرده‌است. وی از سال ۱۹۷۹ تا ۱۹۸۴ به اورلیو پچسی، بنیانگذار باشگاه رم کمک کرد و بعداً زندگی‌نامه‌ای در مورد او نوشت.
او در سال ۱۹۸۹ به عنوان جانشین مستقل پارلمان اروپا انتخاب شد، اما هرگز کرسی را نپذیرفت.
در سال ۱۹۹۴ پاولی طرح پژوهشی صفر آلاینده (ZERI) را تأسیس کرد.